# Heaton, West Yorkshire
Heaton är en stadsdel i Bradford, i distriktet Bradford, i grevskapet West Yorkshire, i England. Denna ward hade 19 668 invånare år 2021. Heaton var en civil parish från 1866 till 1898 då den blev en del av Bradford. Denna civil parish hade 4 073 invånare år 1891.